# Nilz Bokelberg

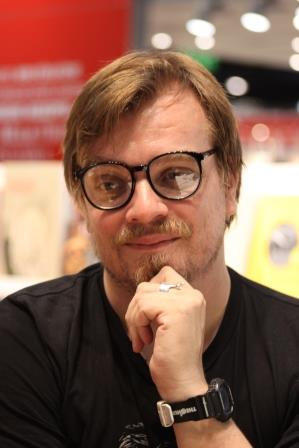
Nilz Bokelberg (2014)

Nilz Bokelberg (* 12. Oktober 1976 in Bonn), eigentlich Nils Bokelberg, teilweise auch als Nilzenburger bekannt, ist ein deutscher Fernseh- und Radiomoderator, Podcaster, Sänger und Autor.

## Leben
Bokelberg wuchs im Großraum Köln auf und besuchte das Käthe-Kollwitz-Gymnasium in Wesseling. Als Bokelberg im Dezember 1993 mit 17 Jahren als TV-Moderator beim Jugendmusikfernsehsender Viva zu arbeiten begann, vernachlässigte er seine schulische Laufbahn und verließ bald das Gymnasium, weshalb er keinen Schulabschluss hat. Zwischen 2003 und 2008 studierte er an der Hochschule für Fernsehen und Film München in der Abteilung III für Film und Fernsehspiel szenische Regie, was die Hochschule ermöglicht, wenn eine mindestens dreijährige, praktische Tätigkeit im Bereich Medien vorliegt. Er war Lehrbeauftragter für Medienethik im Studiengang Medienmanagement an der Berliner SRH Hochschule der populären Künste.
Mit der Schauspielerin Chiara Schoras hat er eine Tochter (* 2001). Er ist seit Mai 2020 mit der Podcast-Produzentin Maria Lorenz-Bokelberg verheiratet.
Ende 2024 startete er mit „Büdchen of the Universe“ sein erstes Solobühnenprogramm in 21 Städten.

## Werdegang

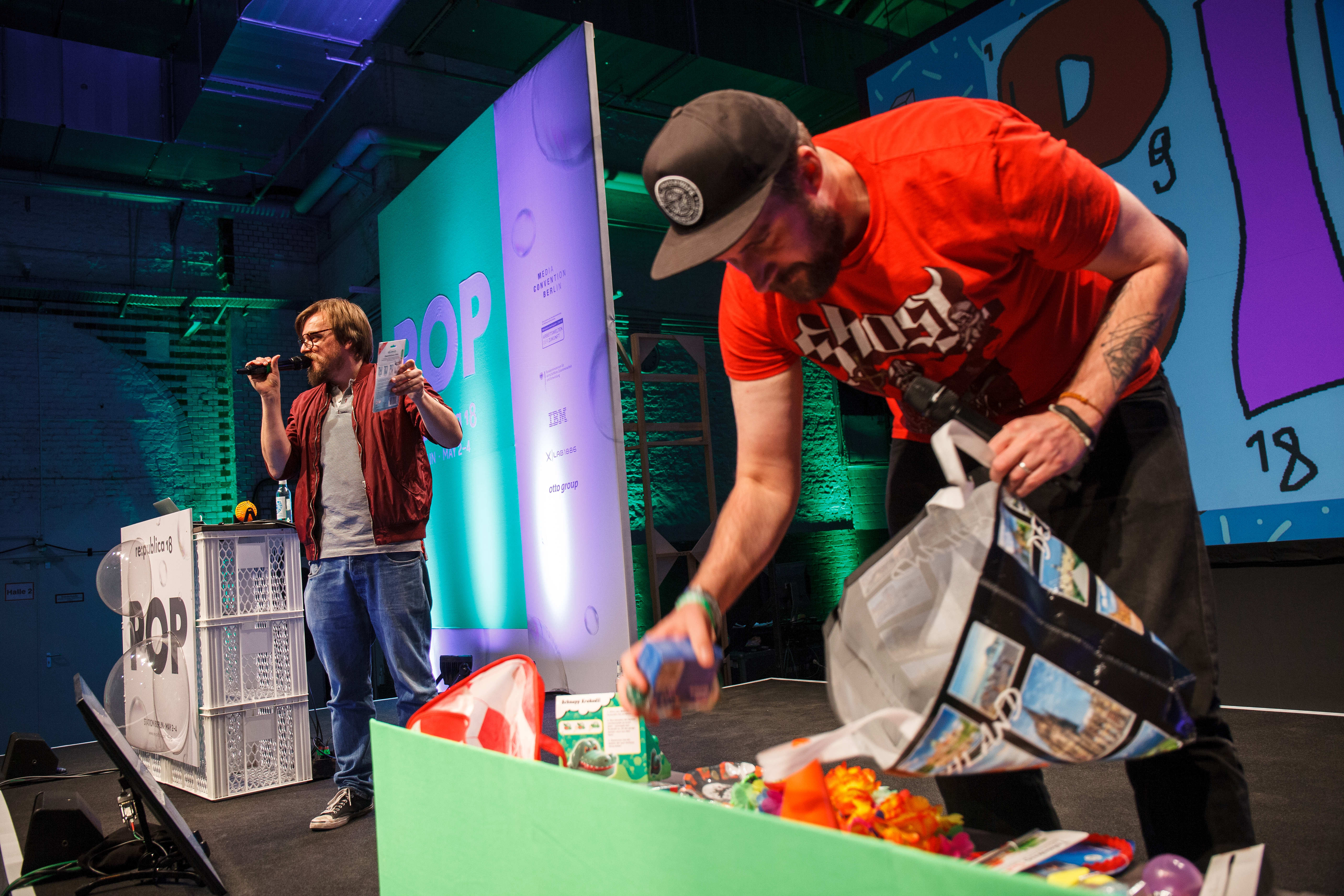
Bokelberg (links) auf der re:publica 2018 (mit Markus Herrmann)

Bekannt wurde Bokelberg zunächst insbesondere als Videojockey des deutschen Musiksenders VIVA. Dem Moderatorenteam des Senders gehörte er vom Sendestart im Dezember 1993 bis 1998 an. 1994 veröffentlichte er mit seiner eigenen Band Fritten + Bier das Album Im Zeichen des Arm-Bein-Män, das jedoch nur mäßigen Erfolg verzeichnen konnte. Der Titel des Albums bezieht sich auf eine Comic-Figur namens Arm-Bein-Män, die Nils Bokelberg während seiner Schulzeit erfand, es handelt sich dabei um einen Superhelden mit zusammengewachsenen Armen und Beinen mit Brille und Handstrahlen. In dieser Zeit übernahm Bokelberg eine Gastrolle in der ARD-Fernsehserie Verbotene Liebe und in dem ZDF-Fernsehfilm Ich schenk dir meinen Mann. 1997 nahm er schließlich mit Thomas D das Lied Thomas D. Is Ill für dessen erstes Studioalbum Solo auf. Ab 1999 moderierte er für das DSF das Funsportmagazin STOKE. Nach seinem zeitweisen Ausscheiden als TV-Moderator zog Nilz Bokelberg in die Wohnung seines älteren Bruders und später für ein Studium nach München in eine Wohngemeinschaft.
Bokelberg moderierte zwischen Ende 2006 und Anfang 2007 das DSF-Quiz Sofaduell, in dem der ehemalige Tennisspieler Boris Becker gegen drei WG-Bewohner antrat und Sportfragen beantworten musste. Im Juni 2007 nahm er gemeinsam mit Michaela May, Nicole Belstler-Boettcher und Thomas Fuchsberger an der VOX-Doku-Soap Das perfekte Promi-Dinner teil, im August 2008 an einem Promi-Spezial der Sendung Die Kocharena, wo er gegen den Koch Martin Baudrexel antrat.
Als Radiomoderator präsentierte er zwischen November 2010 und Januar 2011 auf dem Internetradio ByteFM die einstündige Sendung Nilzenburgers Weltfrieden.
Seit 2010 ist Bokelberg auch als Autor tätig. Zusammen mit Silke Bolms veröffentlichte er sein Buch Ich schmeiß alles hin und werd Prinzessin, in dem er sich mit den skurrilsten Gruppen auf Social-Media-Plattformen wie Facebook auseinandersetzt. Mit Endlich gute Musik erschien 2013 ein Buch über Bokelbergs eigenen Musikgeschmack, ausgeschmückt mit Anekdoten, Hintergrundinformationen und persönlichen Erinnerungen.
2011 moderierte er zusammen mit Donnie O’Sullivan auf ZDF Neo die Sendung Moviacs.
Im Herbst 2016 erschien sein drittes Buch Tristesse Renesse im KiWi-Verlag. Bokelberg widmet sich in diesem Buch der Nostalgie des Älterwerdens und blickt auf humorvolle Weise autobiografisch auf seine Vergangenheit zurück.
Bokelberg war seit Dezember 2012 als Moderator des YouTube-Kanals ShortCuts aktiv, auf dem es sich um die Welt des Kinos drehte. Unter anderem rezensierte Bokelberg dort in unregelmäßigen Abständen die neuesten Kinostarts, beschäftigte sich aber auch in anderen Rubriken mit den Kommentaren der Fans oder Filmklassikern. 2016 wurde das Projekt aus Zeitgründen eingestellt.
Am 12. Oktober 2016 gab die Fun-Punk-Band Fritten + Bier mit Sänger Nils Bokelberg aus Anlass seines 40. Geburtstags ein einmaliges Reunion-Konzert im Musikclub Bi Nuu in Berlin. Bei diesem Konzert spielten Fritten + Bier einen neuen Song. Bassist von Fritten + Bier war Carlos Ebelhäuser, der später mit seinem Bruder Kurt Ebelhäuser in der Alternative-Rockband Blackmail größere Erfolge feiern konnte.
Für die deutsche Punk-Rockband Donots las Nils Bokelberg das Hörbuch zur 2021 erschienenen Bandbiografie Die Geschichte der Donots. Heute Pläne, morgen Konfetti ein. Da Bokelberg den Spitznamen Purgen von Donots-Bassist Jan-Dirk Poggemann bei der ersten Aufnahme falsch aussprach, musste er die Autobiografie, die 360 Seiten umfasst, ein zweites Mal im Tonstudio einsprechen.
Im Jahr 2023 erschien in der ARD Mediathek die Dokumentation Viva – Zu geil für diese Welt!, wo er als Kommentator zu sehen ist.

### Podcasts
Seit Juni 2015 betreibt Bokelberg mit Markus Herrmann und (bis 2025) Donnie O’Sullivan den von Pool Artists produzierten Podcast Gästeliste Geisterbahn, in dem sich die drei Moderatoren wöchentlich unterhaltsame Erlebnisse aus ihrem Leben erzählen, über Skurrilitäten unterhalten, die sie aktuell bewegen oder Fragen aus der Community des Podcasts beantworten. Seit Ende 2015 werden die Aufnahmen dieses Podcasts in unregelmäßigen Abschnitten auch vor Live-Publikum aufgezeichnet. So fanden Veranstaltungen der 2018 stattgefundenen Keine Absicht-Tour in namhaften Spielstätten wie dem Schmidts Tivoli in Hamburg oder dem Schlachthof in Wiesbaden statt.
Mit dem Moderator und Journalisten Uke Bosse verfolgt Bokelberg seit 2016 das Podcastprojekt Zwei Nasen Tanken. Bei diesem Format verabreden sich die Moderatoren und besuchen im Laufe der Folgen verschiedene Lokalitäten wie Bars und Kneipen, während sie Alkohol trinken, auf unterhaltsame Weise auf ihre Umgebung eingehen und Anekdoten aus ihrem Leben erzählen. Seit März 2018 betreiben Bokelberg und seine Frau Maria Lorenz außerdem den Podcast WIMAF – Wiedersehen macht Freude, bei dem sie sich verschiedene, meist prominente Gäste nach Hause einladen und Filme besprechen. Zu Gast waren u. a. Sophie Passmann, Lars Eidinger, Etienne Gardé und Jeannine Michaelsen.
Mit NBE – Die Nilz Bokelberg Erfahrung startete am 13. Oktober 2020 ein weiterer Podcast von Bokelberg, bei dem er Gäste zu sich nach Hause einlädt und sich mit diesen über deren, aber auch sein eigenes Leben unterhält. Als Gäste wählt Bokelberg stets Menschen aus, für die er selbst große Bewunderung und Sympathie empfindet. Als weitere Besonderheit bewirtet er seine Gäste mit deren bevorzugten Snacks und Getränken und stellt Porträts von deren Idolen auf. Gäste waren u. a. die deutsche Soulsängerin Joy Denalane, der SPD-Politiker Kevin Kühnert und der Konzeptkünstler Rafael Horzon. Im März 2024 wurde das Projekt beendet.
Im Mai 2022 startete Bokelberg die Podcastserie  Batman unter Toten, die im Batman-Universum spielt.

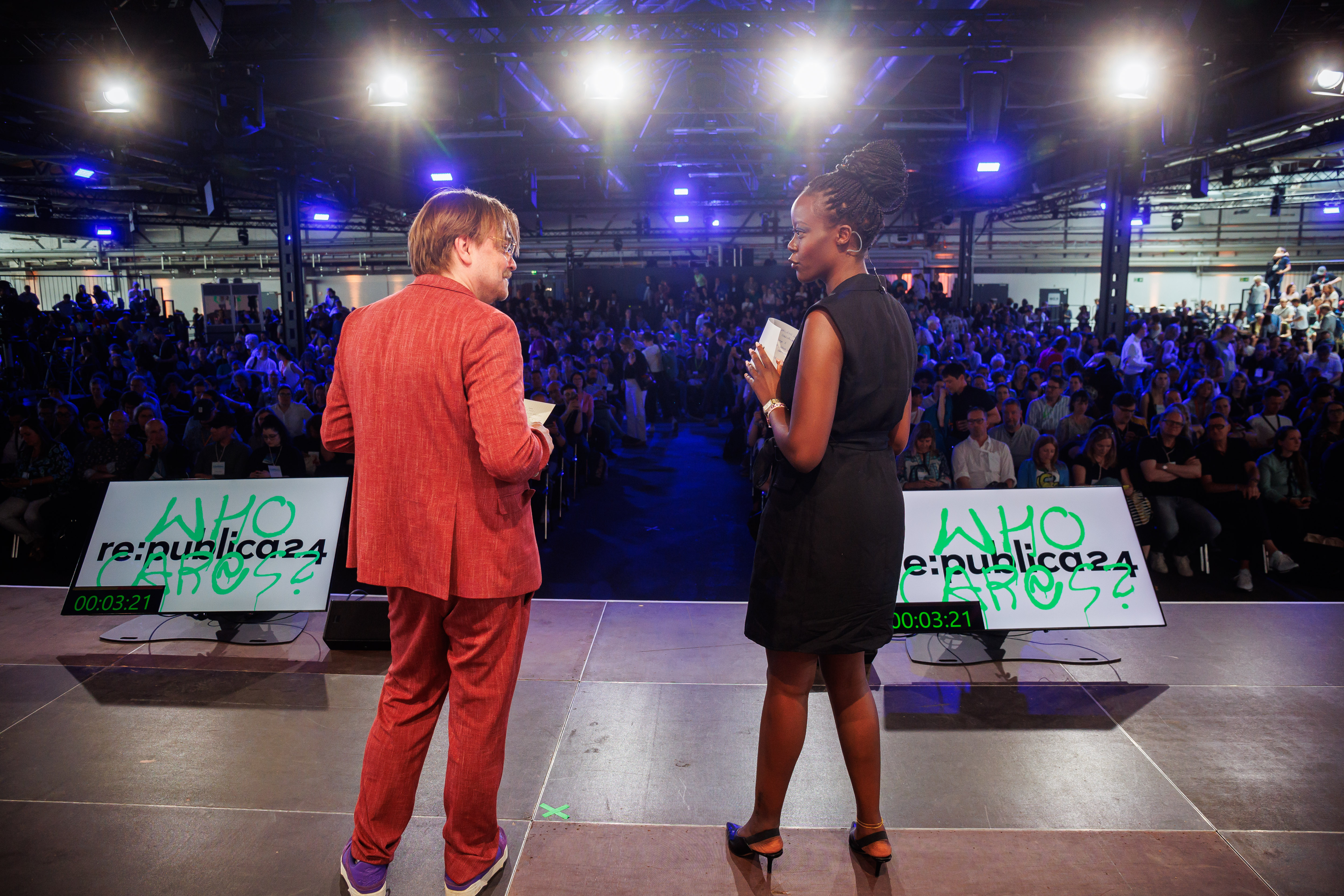
Nilz Bokelberg und Anna Dushime sprechen bei re:publica 24

#### Als Moderator
- seit 2015: Gästeliste Geisterbahn (mit Markus Herrmann und Donnie O’Sullivan)
- 2016–2018: Zwei Nasen Tanken (mit Uke Bosse)
- 2016–2018: Vinyl Stories
- 2017–2018: Songpoeten (Interview-Podcast mit prominenten Musikern)
- seit 2018: WIMAF – Wiedersehen macht Freude (mit Maria Lorenz und Gästen)
- 2019: Pop kann alles (um die Geschichte der ostdeutschen Klaus Renft Combo)
- 2020–2024: NBE – Die Nilz Bokelberg Erfahrung (Gesprächs-Podcast mit diversen Gästen)
- seit 2023: Niemand wird verurteilt (mit Maria Lorenz-Bokelberg)

## Werke
- mit Silke Bolms: Ich schmeiß alles hin und werd Prinzessin. Die schrägsten Gruppen aus Facebook, Lokalisten und StudiVZ. Langenscheidt, Berlin 2010, ISBN 978-3-468-73817-3.
- Endlich gute Musik. Diese Lieder müssen sein. DuMont Verlag, Köln 2013, ISBN 978-3-8321-6244-3.
- Tristesse Renesse. KiWi Taschenbuch, Köln 2016, ISBN 978-3-462-04920-6.
- Nice to Meet You, Köln!: Auf Entdeckungstour ins Herz der Stadt. Polyglott, München 2022, ISBN 978-3-8464-0965-7.